# Erickson Air Crane

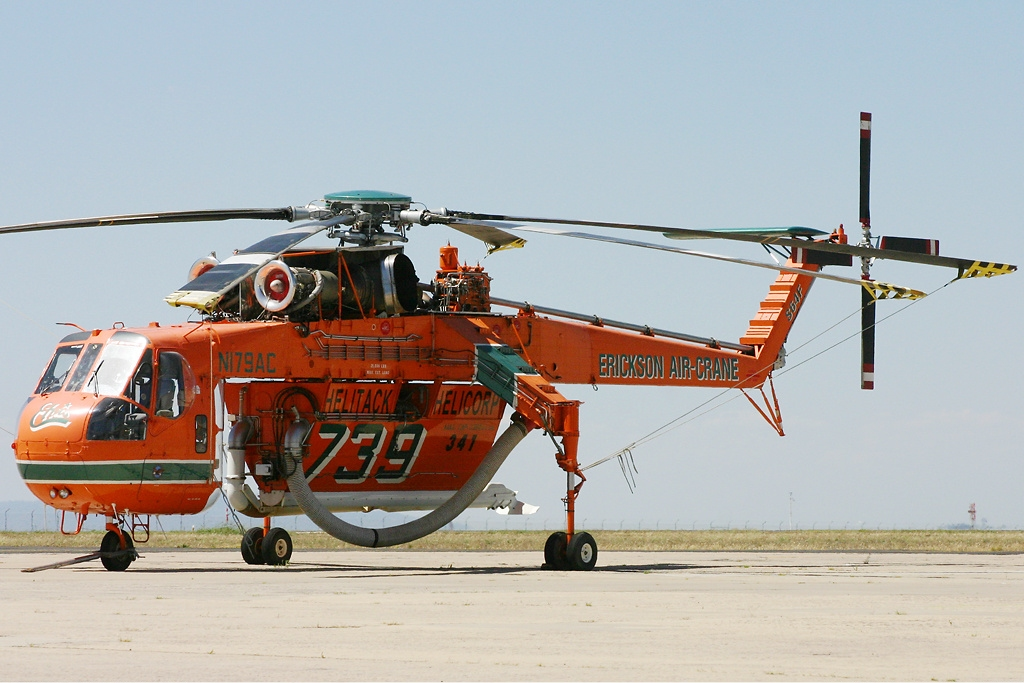
Sikorsky S-64F Skycrane

De Erickson S-64 Air-Crane of Sikorsky S-64A Skycrane ook wel Dragonfly genoemd, vanwege de gelijkenis met een libel. Is een grote tweemotorige transporthelikopter die in de jaren 60 speciaal werd ontworpen om zware lasten te vervoeren. 
De S-64A werd ontwikkeld en gebouwd door Sikorsky. Deze ontwikkeling begon met de S-60, die haar eerste vlucht uitvoerde op 25 maart 1959. De S-60 was bedoeld als proefmodel om het concept van de 'vliegende hijskraan' (flying crane) te testen. De S-60 had twee Pratt & Whitney R-2800 zuigermotoren die 2100 pk leverden, maar Sikorsky vond dat een productieversie turbinemotoren nodig had om een groter hefvermogen te bereiken. De turbinemotoren zijn van het type turboshaft en kwamen ook van Pratt & Whitney, die de JFTD-12A met 4050 pk aanbood, waarmee het totaalvermogen op 8100 pk kwam te liggen.
De S-64A Skycrane, met turbinemotoren, vloog voor het eerst op 9 mei 1962. Een militaire versie kwam er voor het Amerikaanse leger: de CH-54 Tarhe, die zware lasten als tanks en andere militaire voertuigen kon verplaatsen.
De firma Erickson Aircrane (zie onder Externe link) is gevestigd in Central Point in de Amerikaanse staat Oregon en bezit sinds 1992 de rechten om twee versies te bouwen die door Erickson S-64E en S-64F worden genoemd. Erickson bezit tevens de grootste vloot van operationele S-64-helikopters ter wereld. 
- De S-64E heeft op zeeniveau een hefvermogen van 10 ton.
- De S-64F heeft op zeeniveau een hefvermogen van 12,5 ton.

De Air-Crane heeft achter in de cockpit een naar achteren gerichte stoel vanwaaruit de last die aan de kraanarm hangt gecontroleerd kan worden. Erickson verhuurt het toestel veel aan bouwbedrijven, die ze gebruiken om bijvoorbeeld de delen van een stalen mast op elkaar te monteren. Ook kan onder de helikopter een watertank worden gemonteerd met een inhoud van 10.000 liter. In deze vorm wordt de Air-Crane door de brandweer ingezet voor het blussen van bosbranden.

## Opbouw
De Air-Crane bestaat in feite uit een brede balk die achteraan in een hoek naar boven de staart vormt. Vooraan hangt de cockpit naar beneden. Halfweg zijn de 2 turbines erop gemonteerd met de brandstoftanks. In het midden aan beide zijkanten zit een aftakking waarop onderaan wielen
gemonteerd zijn. Het voorwiel hangt onder de cockpit. De lastkraan, lastcontainer of watertank wordt dan aan die balk gehangen tussen de 2 wielen. De hoofdrotor heeft 6 rotorbladen, de staartrotor heeft er 4. Aan de andere kant van de staartrotor zit nog een kleine staartvleugel.
| Bemanning:         | twee piloten + een kraan-operator                           |
| Leeggewicht:       | 8725 kg                                                     |
| Lengte:            | 21,4 meter                                                  |
| Hoogte:            | 7,7 meter                                                   |
| Rotorspanwijdte:   | 21,9 meter                                                  |
| Max. laadvermogen: | 12.500 kg                                                   |
| Topsnelheid:       | 205 km/u                                                    |
| Max. vliegtijd:    | 4 uur                                                       |
| Max. vliegbereik:  | 400 km                                                      |
| Motoren:           | 2 Pratt & Whitney turbines van 4500 of 4800 pk (ngl. model) |